# 科斯莫波利斯
科斯莫波利斯是巴西圣保罗州的一个市镇。总面积154.73平方公里，总人口52297人，人口密度338人/平方公里。